# Dan Steriu
Dan Steriu este un medic parazitolog român, profesor la Universitatea de Medicină și Farmacie „Carol Davila” din București, șef de catedră la Facultatea de medicină București, șef de secție la Institutul Dr. Ion Cantacuzino, autorul unui tratat de parazitologie medicală.